# Raoul Heinrich Francé

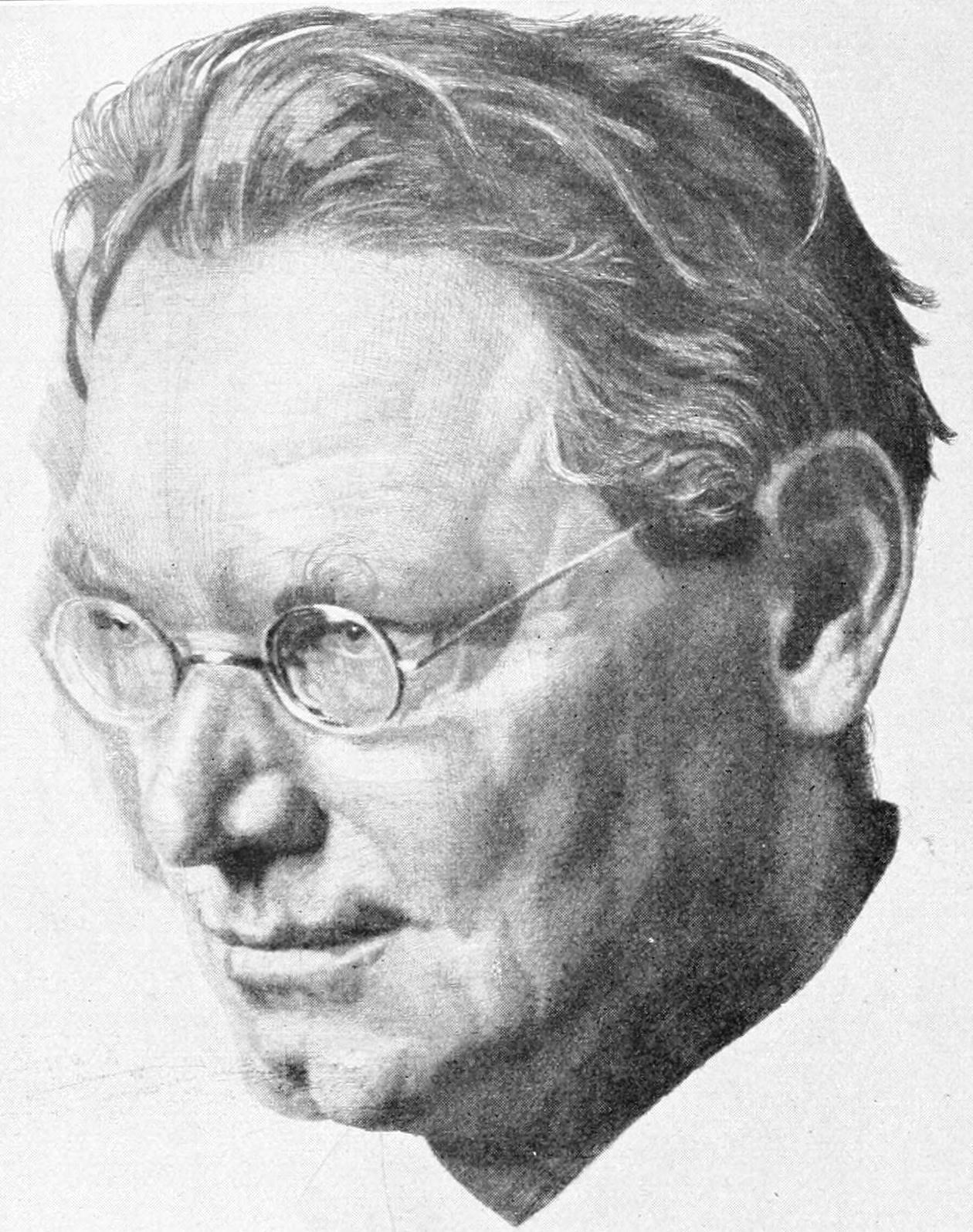
Raoul Heinrich Francé nach einer Radierung von Sigmund Lipinsky

Raoul Heinrich Francé (Geburtsname: Rudolf Heinrich Franzé; * 20. Mai 1874 in Altlerchenfeld, Wien, Österreich; † 3. Oktober 1943 in Budapest, Ungarn) war österreich-ungarischer Botaniker, Mikrobiologe, Natur- und Kulturphilosoph. Sein botanisches Autorenkürzel lautet „Francé“.

## Leben

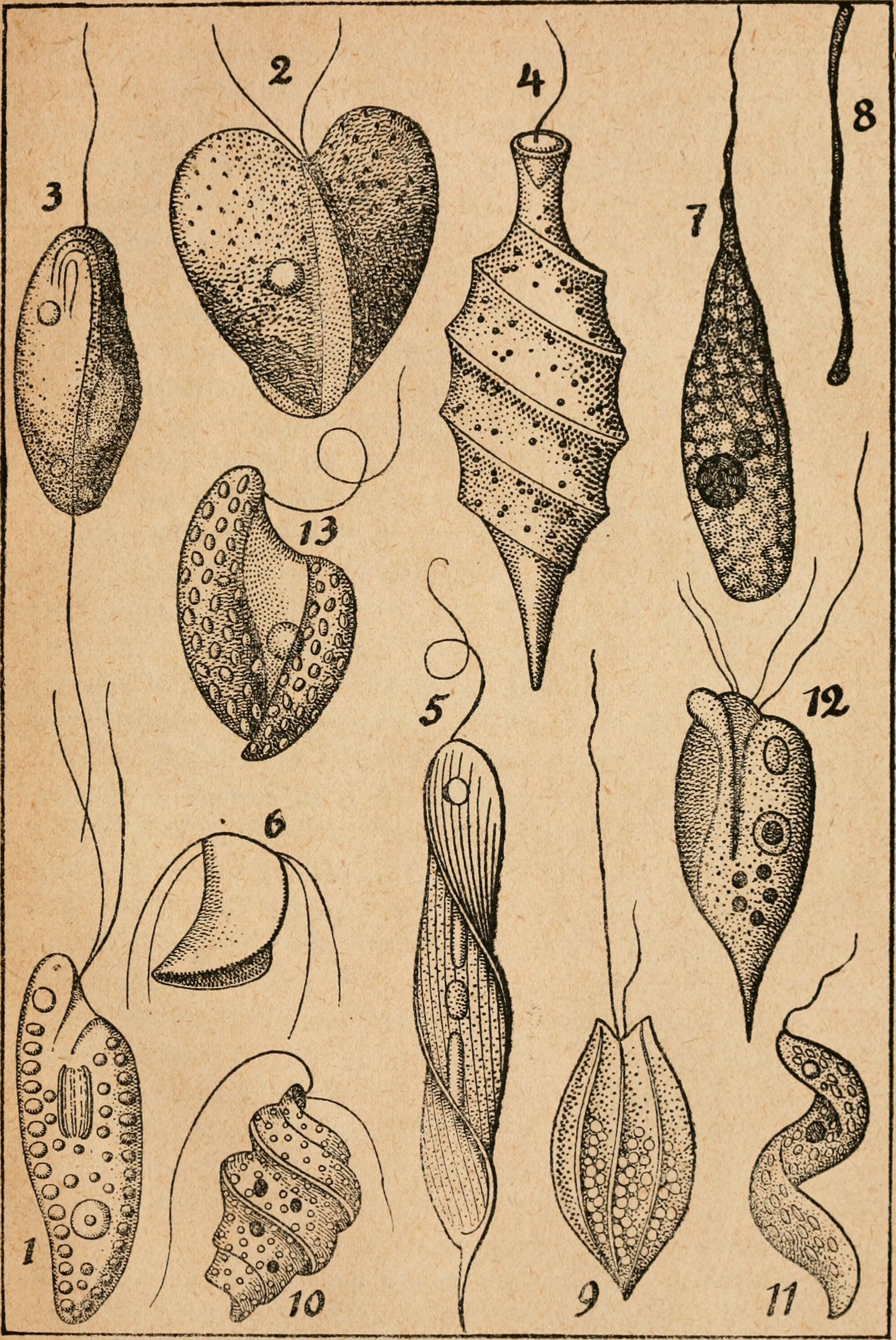
Protozoen aus Die Pflanze als Erfinder, 1920

Raoul Heinrich Francé studierte als Autodidakt sehr früh analytische Chemie und Mikrotechnik. Mit 16 Jahren wurde er jüngstes Mitglied der Königlich-Ungarischen Naturwissenschaftlichen Gesellschaft, als deren stellvertretender Zeitschriftenredakteur er von 1893 bis 1898 arbeitete. Ab 1897 studierte Francé acht Semester Medizin und wurde Schüler des ungarischen Protozoenforschers Geza Entz. In dieser Zeit führte er vierzehn botanische Forschungsreisen durch. 1898 wurde er als stellvertretender Leiter des Institutes für Pflanzenschutz der Landwirtschaftlichen Akademie nach Ungarisch-Altenburg berufen. Hier veröffentlichte er sein erstes naturphilosophisches Werk. Daraufhin erhielt Francé 1902 die Aufforderung, nach München zu kommen. 1906 gründete er die Deutsche Mikrologische Gesellschaft und deren Institut, dem er als Direktor vorstand. Er war Herausgeber der Zeitschrift dieser Gesellschaft und Mitbegründer des Mikrokosmos (1907). Weiteren Schriftenreihen stand er als Herausgeber vor, so dem Jahrbuch für Mikroskopiker und der Mikrologische Bibliothek, und zeitweise gab er die Zeitschrift für den Ausbau der Entwicklungslehre heraus.
Im Jahre 1906 initiierte Francé das achtbändige Monumentalwerk „Das Leben der Pflanze“, dessen vier erste Bände (1906–1910) aus seiner eigenen Feder stammen. Dieses Werk wurde vom Verlag als ein „Pflanzen-Brehm“ beworben. Francé gilt als Entdecker des Edaphon. 1922 veröffentlichte er eine volkstümliche Fassung der wissenschaftlichen Erkenntnisse über die Bodenlebewelt in dem Kosmos-Bändchen Das Leben im Ackerboden.
Im Laufe seines arbeitsreichen Lebens schrieb er 60 Bücher und eine Vielzahl von populärwissenschaftlichen Artikeln und Schriften. Im Walter Seifert Verlag war er Herausgeber der Zeitschrift Telos – Halbmonatsschrift für Arbeit und Erfolg. Als anerkannter graphischer Künstler entwickelte Francé die Technik des Federstiches, die im Kupferstich wurzelt.
Weitere Stationen seines Lebens sind Dinkelsbühl, Breslau, Salzburg und Dubrovnik-Ragusa. In seinem Leben schrieb er viele Bücher, die moderne ökologische Ideen vorwegnahmen. Francé starb 1943 in Budapest an Leukämie. Er liegt zusammen mit seiner Frau in Oberalm, Österreich, begraben.

## Würdigung
Neben dem heute ungleich mehr gewürdigten Wilhelm Bölsche war Francé ein herausragender Wissenschaftspopularisierer um 1900 und bis in das erste Drittel des 20. Jahrhunderts hinein.  Er verband das Eintreten für eine moderne Entwicklungslehre mit einem zeittypischen Vitalismus und einer versöhnlichen Naturphilosophie. Auch die ökologische Landwirtschaft gründet sich teilweise auf Erkenntnisse Francés, die in seinen Büchern Das Edaphon (1913) und Das Leben im Ackerboden veröffentlicht und als Serie in der Zeitschrift Kosmos einer breiten Öffentlichkeit zugänglich gemacht wurden. Diese wissenschaftliche Quelle wird jedoch meist verschwiegen.
Seine Frau Annie Francé-Harrar, eine bekannte Biologin und Autorin, arbeitete lange Jahre mit ihm zusammen und setzte nach seinem Tod 1943 einen Teil seines Lebenswerkes fort.
Heute wird Raoul H. Francé als Begründer der Biotechnik wiederentdeckt. Zahlreiche seiner damals wie heute fortschrittlichen Ideen erlangten erst Ende des 20. Jahrhunderts ihre Würdigung.
In München und in Dinkelsbühl trägt eine Straße seinen Namen.

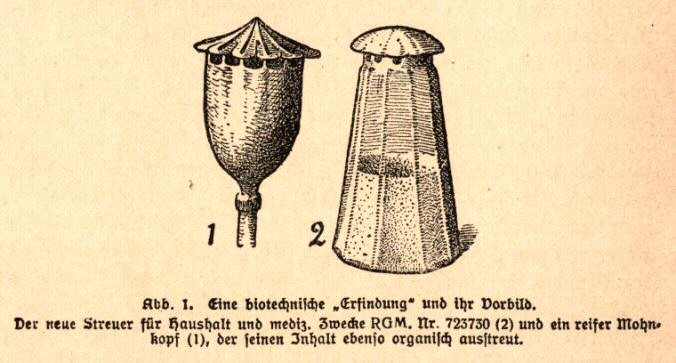
Biomimese: Klatschmohn-Samenkapsel und von Francé entworfener Salzstreuer aus Die Pflanze als Erfinder, 1920

## Schriften
- Pflanzenpsychologie als Arbeitshypothese der Pflanzenphysiologie, Stuttgart 1909
- Die Natur in den Alpen. Leipzig 1910
- Die Alpen gemeinverständlich dargestellt. Leipzig 1912
- Die silbernen Berge. Stuttgart 1912
- Die Welt der Pflanze. Berlin 1912
- Das Edaphon. Untersuchungen zur Oekologie der bodenbewohnenden Mikroorganismen. München 1913
- Die Gewalten der Erde. Berlin 1913
- Spaziergänge im Hausgarten. Leipzig 1914
- Die technischen Leistungen der Pflanzen. (Grundlagen einer objektiven Philosophie II). Leipzig 1919
- Einführung in die wissenschaftliche Photographie. Gemeinsam mit Gambera. Stuttgart 1920
- Das Gesetz des Lebens. Leipzig 1920
- Der Weg der Kultur. Leipzig-Gaschwitz 1920
- Die Wage des Lebens - eine Kulturbilanz. Ein Buch der Rechenschaft. Athropos-Verlag, Prien, Obb. 1920
- Die Pflanze als Erfinder. Stuttgart, 10. Aufl. 1920
- München. Die Lebensgesetze einer Stadt. (Grundlagen einer objektiven Philosophie III. Teil). München 1920
- Zoesis. Eine Einführung in die Gesetze der Welt. München 1920
- Bios. Die Gesetze der Welt. (Grundlagen einer objektiven Philosophie IV-V. Teil). Stuttgart und Heidelberg 1921, 2. Aufl. 1923: Band 1 und Band 2.
- Das Leben der Pflanze. Stuttgart 1921
- Das Leben im Ackerboden. Stuttgart 1922
- Die Kultur von morgen. Ein Buch der Erkenntnis und der Gesundung. Dresden 1922
- Ewiger Wald. Ein Buch für Wanderer. Leipzig 1922
- Süd-Bayern. Berlin 1922
- Das wirkliche Naturbild. Dresden 1923
- Der unbekannte Mensch. Stuttgart und Heilbronn 1923
- Die Entdeckung der Heimat. Stuttgart 1923
- Die Welt als Erleben. Grundriß einer objektiven Philosophie. (Grundlagen einer objektiven Philosophie VI). Dresden 1923
- Plasmatik. Die Wissenschaft der Zukunft. Stuttgart und Heilbronn 1923
- Das Buch des Lebens. Ein Weltbild der Gegenwart. Berlin 1924
- Die Seele der Pflanze. Berlin 1924
- Grundriß einer vergleichenden Biologie. (Grundlagen einer objektiven Philosophie I). Leipzig 1924
- Richtiges Leben. Ein Buch für jedermann. Leipzig 1924
- Telos, die Gesetze des Schaffens. Dresden 1924
- Das Land der Sehnsucht. Für den Bücherkreis verlegt d.J.H.W.Dietz Nachf. Berlin 1925
- Der Dauerwald. 1925
- Der Ursprung des Menschen. Stuttgart und Heilbronn 1926
- Bios – Die Gesetze der Welt. Taschenbuchausgabe [gekürzter Neudruck zweibändigen Hauptwerkes der 2. Aufl. 1922], Leipzig: Kröner 1926
- Harmonie in der Natur, Kosmos Gesellschaft der Naturfreunde, Franckh’sche Verlagshandlung, Stuttgart 1926[4]
- Der Weg zu mir. Der Lebenserinnerungen erster Teil. Leipzig 1927
- Phoebus. München 1927
- Vom deutschen Walde. Berlin 1927
- Der Organismus. München 1928
- Naturgesetze der Heimat. Wien und Leipzig 1928
- Urwald. Stuttgart 1928
- Welt, Erde und Menschheit. Berlin 1928
- Die Waage des Lebens. Eine Bilanz der Kultur. Leipzig 1929
- So musst du leben! Eine Anleitung zum richtigen Leben. Dresden 1929
- Das Leben vor der Sintflut. Berlin 1930
- Korallenwelt. Der siebente Erdteil. Kosmos, Gesellschaft der Naturfreunde, Franckh’sche Verlagshandlung, Stuttgart 1930
- Lebender Braunkohlenwald. Eine Reise durch die heutige Urwelt. Stuttgart 1932
- Naturbilder. Wien 1932
- Braunkohle – Sonnenkraft. Berlin 1934
- Von der Arbeit zum Erfolg. Ein Schlüssel zum besseren Leben. Dresden 1934
- Sehnsucht nach dem Süden. Gemeinsam mit Annie Francé-Harrar. Leipzig 1938
- Luft als Rohstoff. 1939
- Lebenswunder der Tierwelt. Eine Tierkunde für Jedermann. Berlin 1940
- Leben und Wunder des deutschen Waldes. Berlin 1943
- Das Leben im Boden. Das Edaphon. Neuausgabe der Bücher von 1913 und 1922 (Das Leben im Ackerboden). Einführung von René Roth, Ontario / Kanada. München o. J. (um 1981).
- Die Entdeckung der Heimat. Neuausgabe des Buches von 1923. Mit einer Einführung von Gerhard Tenschert. Asendorf 1982